# Pavel Bouré
Pour les articles homonymes, voir Buhre (homonymie) et Bouré.
Karl-Eduard Buhre russifié en Pavel Karlovitch Bouré (Павел Карлович Буре), né en 1810 et mort en 1882, est un maître horloger sujet de l'Empire russe, inscrit à la classe des marchands de Saint-Pétersbourg, fondateur de la maison de négoce et de la marque « Pavel Bouré » ou « Paul Buhre ». Cette marque est revenue en Russie en 2004 sous l'appellation en lettres latines.

## Biographie
Les premières mentions de la famille Buhre en Russie remontent à 1815. C'est à cette époque que Karl Buhre, propriétaire d'un petit atelier d'horlogerie, s'installe de Revel à Saint-Pétersbourg avec son fils de cinq ans, Karl-Eduard. Dès son jeune âge, le garçon aide son père à la boutique familiale, apprenant ainsi les bases des affaires et le mécanisme des montres et horloges.
En 1865, le nom de Pavel Bouré figure dans le répertoire des marchands où il est présenté comme « artisan de Revel de 55 ans, inscrit à la classe des marchands depuis 1839. » Dans ces années, le fils aîné de Pavel Karlovitch Bouré (Buhre), Pavel Pavlovitch Bouré (Buhre), étudie à l'école de commerce allemande Saints-Pierre-et-Paul et devient partenaire dans les affaires de son père dès 1868. En 1874, Pavel Pavlovitch fait l'acquisition d'une grande fabrique de montres en Suisse dans la ville de Le Locle.
En 1876, Pavel Karlovitch atteint le rang de citoyen d'honneur héréditaire pour « l'exécution honnête, diligente et consciencieuse de ses obligations envers la Cour depuis 1839. »
Il meurt le 15 avril 1882 et il est enterré au cimetière luthérien de Saint-Pétersbourg.